# Antoni Morończyk

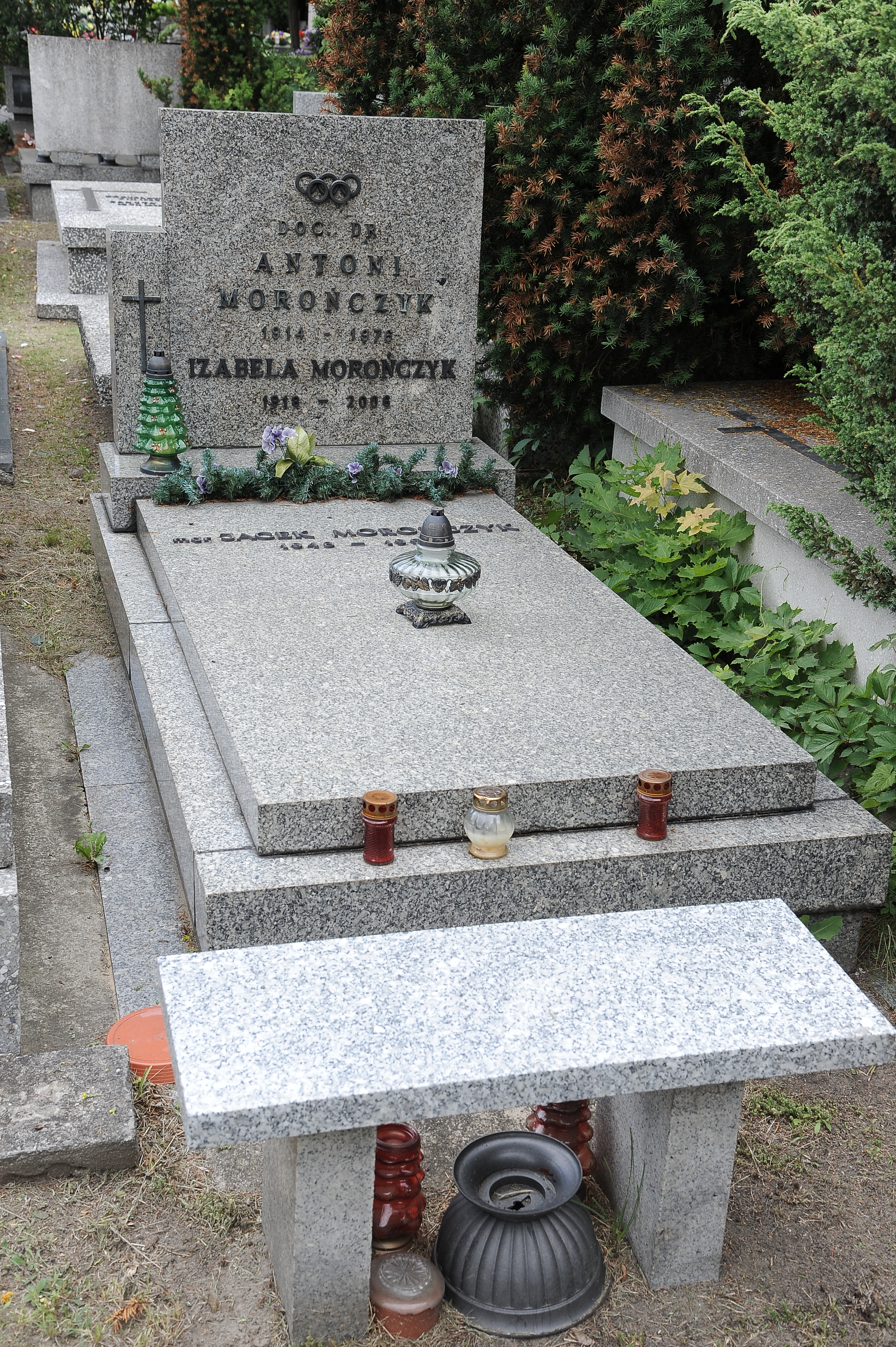
Grób Antoniego Morończyka na warszawskim Cmentarzu Wojskowym na Powązkach

Antoni Morończyk (ur. 11 maja 1914 w Sielcu, zm. 15 lipca 1976 w Warszawie) – polski lekkoatleta, skoczek o tyczce i trener lekkoatletyczny, wielokrotny mistrz Polski.

## Kariera zawodnicza
Zdobył sześciokrotnie mistrzostwo Polski w skoku o tyczce: w 1935, 1946, 1947, 1948, 1949 i 1950; był również dwukrotnym wicemistrzem (w 1936 i 1945) oraz brązowym medalistą w 1934. Dwukrotnie zwyciężył w halowych mistrzostwach Polski w 1948 i 1949, a trzy razy zdobył srebrny medal. Zajmował także finałowe lokaty w MP w skoku w dal w 1933 i 1935 i w trójskoku w 1933 i 1934. 
8 stycznia 1939 w Toruniu poprawił rekord Polski w trójskoku z miejsca w hali wynikiem 9,09 m.
W latach 1935–1950 osiem razy startował w meczach reprezentacji Polski w skoku o tyczce, odnosząc 3 zwycięstwa indywidualne.
Rekord życiowy Morończyka wynosił 4,10 m (21 maja 1939 w Katowicach).
Był zawodnikiem Sokoła-Macierzy Lwów (1931-1935), Warszawianki (1936-1939), AZS Kraków (1945-1948), Syreny Warszawa (1948) i Ogniwa Warszawa (1949-1950).

## Osiągnięcia trenerskie
Tuż po zakończeniu II wojny światowej wraz z przyjacielem Kazimierzem Stropkiem czasowo przebywał w Sanoku, gdzie był inspiratorem i organizatorem uprawiania sportu wśród młodzieży (pierwotnie przed wojną pochodził z podsanockich Olchowiec). W tym czasie jako lekkoatleta startował w barwach Sanoka w rywalizacji międzymiastowej z Rzeszowem. W 1946 został prezesem reaktywowanego wówczas sanockiego gniazda Polskiego Towarzystwa Gimnastycznego „Sokół”.
Został jednym z trenerów Wunderteamu. W latach 1954–1958 pracował jako trener w PZLA, był zastępcą dyrektora Ośrodka Przygotowań Olimpijskich w Warszawie (1958-1961), a  AWF w Warszawie w 1956, a od 1961 do 1965 był wiceprezesem PZLA i szefem szkolenia kadry narodowej.
Uzyskał stopień doktora nauk wychowania fizycznego. Pracował  na AWF w Warszawie jako docent, w latach 1974-1976 był zastępcą dyrektora Instytutu Sportu warszawskiej AWF, a od 1971 był kierownikiem Zakładu Lekkiej Atletyki tamże.

## Życie prywatne
Był synem Michała i Małgorzaty z domu Gottfried. 8 lipca 1945 poślubił w Sanoku Izabelę Antoninę z domu Szczęścikiewicz (1918-2006). Oboje zostali pochowani na Cmentarzu Wojskowym na Powązkach w Warszawie (kwatera A39-5-4).

## Publikacje
- Skok o tyczce (1947)
- Trening skoków (1953)
- Lekkoatletyka (1966)

## Odznaczenia
- Srebrny Krzyż Zasługi (22 lipca 1953, uchwałą Rady Państwa za zasługi w dziedzinie upowszechniania kultury fizycznej)[11]
- Medal 10-lecia Polski Ludowej (14 stycznia 1955, uchwałą Rady Państwa na wniosek Przewodniczącego Głównego Komitetu Kultury Fizycznej)[12].